# Портрет Александра Францевича Мишо де Боретура
«Портрет Александра Францевича Мишо де Боретура» — картина Джорджа Доу и его мастерской, из Военной галереи Зимнего дворца.
Картина представляет собой погрудный портрет генерал-майора графа Александра Францевича Мишо де Боретура из состава Военной галереи Зимнего дворца.
К началу Отечественной войны 1812 года полковник Мишо де Боретур состоял в Свите Его Величества по квартирмейстерской части, занимался инженерными работами, состоял при императоре Александре I, за Тарутинский бой пожалован званием флигель-адъютанта. Во время Заграничного похода 1813 года сражался в Пруссии и Силезии, за отличия произведён в генерал-майоры, а за Битву народов при Лейпциге был удостоен звания генерал-адъютанта.
Изображён в генерал-адъютантском мундире, введённом в 1815 году, с вензелем императора Александра I на эполетах. На шее кресты орденов Св. Владимира 3-й степени и Св. Анны 2-й степени; по борту мундира кресты сардинского ордена Св. Маврикия и Лазаря, прусского ордена Красного орла 2-й степени и австрийского ордена Леопольда 2-й степени; справа на груди крест ордена Св. Георгия 4-го класса, серебряная медаль «В память Отечественной войны 1812 года» на Андреевской ленте, кресты французского ордена Св. Людовика, баварского Военного ордена Максимилиана Иосифа 3-й степени и вюртембергского ордена «За военные заслуги». С тыльной стороны картины надписи: Michaud и Geo Dawe RA pinxt. Подпись на раме: Графъ А. Ф. Мишо 1й, Генералъ Маiоръ. Нагрудный крест ордена Св. Георгия 4-й степени изображён ошибочно, вместо него должен быть показан шейный крест этого ордена 3-й степени, которым Мишо был награждён 30 марта 1813 года (при наличии старших степеней младшие степени орденов положено было снимать).
Несмотря на то, что 7 августа 1820 года Комитетом Главного штаба по аттестации Мишо был включён в список «генералов, служба которых не принадлежит до рассмотрения Комитета», фактическое решение о написании его портрета было принято раньше: уже 17 декабря 1819 года Доу получил аванс, а оставшуюся часть гонорара ему выплатили 12 ноября того же года, ещё до того, как он приступил к написанию портрета. В это время Мишо с дипломатической миссией находился при дворе сардинских королей Виктора Эммануила I и Карла Феликса. Известно, что в Санкт-Петербург он вернулся в конце декабря 1822 года, после чего встретился с Доу. Портрет был написан не позже декабря 1823 года, поскольку 12 декабря того года Мишо был награждён орденом Св. Анны 1-й степени, звезда которого на портрете отсутствует. Готовый портрет поступил в Эрмитаж 7 сентября 1825 года.
В 1840-е годы в мастерской К. Края по рисунку В. Долле с галерейного портрета была сделана литография, опубликованная в книге «Император Александр I и его сподвижники» и впоследствии неоднократно репродуцированная. В части тиража была напечатана литография мастерской И. П. Песоцкого по рисунку И. А. Клюквина.